# Mieczysław Nowak (fotograf)
Mieczysław Nowak (ur. 14 maja na Sandomierszczyźnie) – polski artysta fotograf. Członek rzeczywisty i Artysta Fotoklubu Rzeczypospolitej Polskiej (AFRP). Współzałożyciel i wieloletni Prezes Zarządu Stowarzyszenia Myślenickiej Grupy Fotograficznej mgFoto. Należał do Formacji Fotograficznej Landskapistów oraz do Ogólnopolskiej Fotograficznej Grupy Twórczej Art Fokus 13.

## Życiorys
Mieczysław Nowak związany z małopolskim oraz świętokrzyskim środowiskiem fotograficznym, mieszka i tworzy w Myślenicach – fotografuje od lat dziecięcych, począwszy od fotografii pejzażowej ziemi sandomierskiej. Miejsce szczególne w jego twórczości zajmuje fotografia krajoznawcza, fotografia pejzażowa, fotografia przyrodnicza, fotografia reportażowa. Dużą część fotografii prezentuje w postaci diaporam. 
Mieczysław Nowak jest autorem i współautorem wielu wystaw fotograficznych; indywidualnych, zbiorowych oraz poplenerowych. Jego fotografie były wielokrotnie prezentowane na licznych wystawach pokonkursowych, na których otrzymywały wiele akceptacji, nagród, wyróżnień, dyplomów, listów gratulacyjnych. Był organizatorem, współorganizatorem i kuratorem wielu wystaw fotograficznych – m.in. (w latach 2005–2013) – w galerii Pod Belką. Był organizatorem i współorganizatorem wielu lokalnych oraz ogólnopolskich konkursów fotograficznych, warsztatów fotograficznych oraz plenerów fotograficznych. Uczestniczył w wielu plenerach fotograficznych w Polsce i za granicą (m.in. w Czechach, na Litwie, Słowacji, Ukrainie, we Włoszech). Uczestniczy w pracach jury, w konkursach fotograficznych. 
Mieczysław Nowak w 2014 roku został przyjęty w poczet członków rzeczywistych Fotoklubu Rzeczypospolitej Polskiej Stowarzyszenia Twórców. Decyzją Komisji Kwalifikacji Zawodowych Fotoklubu RP, otrzymał dyplom potwierdzający kwalifikacje do wykonywania zawodu artysty fotografa, fotografika (legitymacja nr 384). Prace Mieczysława Nowaka zaprezentowano w Almanachu (1995–2017), wydanym przez Fotoklub Rzeczypospolitej Polskiej Stowarzyszenie Twórców, w 2017 roku. W 2018 roku – za twórczość artystyczną i działalność na rzecz fotografii – został uhonorowany Nagrodą Starosty Myślenickiego oraz Nagrodą Burmistrza Miasta i Gminy Myślenice. 
W 2018 roku został uhonorowany Medalem „Za Zasługi dla Fotografii Polskiej” – odznaczeniem przyznawanym przez Kapitułę Fotoklubu Rzeczypospolitej Polskiej Stowarzyszenia Twórców – w 100. rocznicę odzyskania przez Polskę niepodległości. W 2020 odznaczony Brązowym Medalem „Za Fotograficzną Twórczość” – odznaczeniem ustanowionym przez Zarząd i przyznawanym przez Kapitułę Fotoklubu Rzeczypospolitej Polskiej Stowarzyszenia Twórców, w odniesieniu do obchodów 25-lecia powstania Fotoklubu RP.

## Odznaczenia
- Srebrny Medal „Zasłużony dla Fotografii Polskiej” (2016)[21]
- Medal „Za Zasługi dla Fotografii Polskiej” (2018)[19]
- Brązowy Medal „Za Fotograficzną Twórczość” (2020)[20]

Źródło

## Wybrane wystawy indywidualne
- Przyroda w moim obiektywie – Galeria Pod Belką (Myślenice 2004)
- Wystawa fotografii w ramach I Spotkań Kulturalnych Gmin – Gminny Dom Kultury (Pcim 2004)
- W obiektywie – Galeria Terminal (Dobczyce 2005)
- Tryptyki – Muzeum Dom Grecki (Myślenice 2014)[11]
- Tryptyki – RCOS (Dobczyce 2015)[9]
- Duchy lasu – Giganty Mocy (Bełchatów 2017)[4]
- Przenikanie w przeszłość – Muzeum Niepodległości (Myślenice 2018)[22][23][24]
- Przenikanie w przeszłość – Giganty Mocy (Bełchatów 2019)[25]
- Małopolskie cerkwie Łemkowskie – Giganty Mocy (Bełchatów 2021)[26]
- Enklawa – (Lanckorona 2022)[27]
- Przenikanie w czasie. Szydłów wczoraj i dziś – Miejsko-Gminne Centrum Kultury (Szydłów 2024)[28]

Źródło